# Moneses uniflora
Moneses uniflora (L.) A.Gray, 1848 è una pianta appartenente alla famiglia delle Ericacee. È l'unica specie nota del genere Moneses.

## Etimologia
Moneses deriva dal greco monos che significa unico, perché lo scapo porta un solo fiore.

## Descrizione
Pianta perenne, alta dagli 8 ai 10 cm; fusto terminante in uno gambo radicale (scapo) eretto, semplice; foglie basali con picciolo corto e lamina rotonda, dentellata; fiore pendulo ; sepali ovati, rugosi, corolla aperta (10–15 mm.); petali bianchi ovati, ristretti in cima; ovario disposto in posizione elevata rispetto all'attacco dell'involucro fiorale (supero) circondato dagli stami; stilo sporgente. Fiorisce nei mesi di giugno-luglio.

## Distribuzione e habitat
Pianta rara, relitto glaciale, da 2000 a 2300 m.

## Tassonomia
La classificazione tradizionale (Sistema Cronquist, 1981) assegnava il genere Moneses alla famiglia Pyrolaceae, mentre la moderna classificazione APG IV (2016) colloca l'intero raggruppamento delle Pyrolaceae nella famiglia delle Ericacee (sottofamiglia Monotropoideae, tribù Pyroleae).